# Benfica
Benfica – miasto w Angoli, w prowincji Luanda.